# 3 데이 테스트
《3 데이 테스트》(3 Day Test)는 미국에서 제작된 코빈 번슨 감독의 2012년 코미디, 가족 영화이다. 테일러 스프라이틀러 등이 주연으로 출연하였다.

## 출연

### 주연
- 테일러 스프라이틀러
- 메긴 프라이스
- 조지 뉴번

### 조연
- 코빈 번슨
- 케빈 크로리
- 리처드 파이크
- 프란체스카 카팔디

## 기타
- 총촬영지휘: 스콧 윌리엄스
- 헤어: 리즈 듀체즈
- 배역: 해리엇 그린스펀

## 제작
《3 데이 테스트》는 오하이오주 애크런에서 촬영되었다.